# Cinq Gâchettes d'or
Pour plus de détails, voir Fiche technique et Distribution.
Cinq Gâchettes d'or (titre original : Oggi a me… Domani a te !) est un film italien de Tonino Cervi, sorti en 1968.

## Synopsis
Accusé d'un crime qu'il n'a pas commis, un homme passe une longue période en prison. À sa sortie, il met tout en œuvre pour retrouver celui qui l'a conduit derrière les barreaux…

## Fiche technique
- Titre original :  Oggi a me... Domani a te !
- Titre français : Cinq Gâchettes d'or
- Titre anglais ou international : Today We Kill, Tomorrow We Die!, Today It's Me... Tomorrow It's You!
- Réalisation : Tonino Cervi
- Assistant réalisateur : Mauro Sacripanti
- Scénario : Dario Argento et Tonino Cervi
- Costumes : Giorgio Desideri
- Directeur de la photographie : Sergio D'Offizi
- Son : Vittorio De Sisti
- Montage : Roberto Gianandre et Sergio Montanari
- Musique : Angelo Francesco Lavagnino
- Production : Tonino Cervi
- Genre : Western spaghetti
- Pays :  Italie
- Durée : 105 minutes
- Date de sortie :
  - Italie : 28 mars 1968
  - Allemagne de l'Ouest : 19 novembre 1968
  - France : 11 juin 1969
- Affiche : Jean Mascii (France)

## Distribution
- Montgomery Ford (VF : Jacques Thébault) : Bill Kiowa
- Bud Spencer (VF : Raoul Delfosse) : O'Bannion
- Wayde Preston (VF : Claude Bertrand) : shérif Jeff Milton
- Jeff Cameron (VF : Claude Joseph) : Moreno
- Stanley Gordon (VF : Philippe Mareuil) : Bunny Fox
- Diana Madigan : Mirana Kiowa
- Doro Corrà : le marchand d'armes
- Aldo Marianecci (VF : Serge Lhorca) : le barbier
- Franco Pechini (VF : Jean Berger) : le directeur de la prison
- William Berger (VF : Marc de Georgi) : Francis « Colt » Morgan
- Tatsuya Nakadai (VF : Gérard Hernandez) : James Elfego
- Remo Capitani (VF : Marcel Painvin) : le patron du bistrot au relai de Madigan
- Fred Robsahm